# فلور شو
فلور شو (بالإنجليزية: Fleur Chew)‏ هي مجدفة أسترالية، ولدت في 29 يوليو 1981.

## وصلات خارجية
- فلور شو على موقع الاتحاد الدولي للتجديف (الإنجليزية)